# Сант’Андреа Апостоло дело Јонио
Сант'Андреа Апозтоло дело Јонио (итал. Sant'Andrea Apostolo dello Ionio) је насеље у Италији у округу Катанцаро, региону Калабрија.
Према процени из 2011. у насељу је живело 770 становника. Насеље се налази на надморској висини од 296 м.

## Становништво
Према резултатима пописа становништва 2011. у општини је живело 2.072 становника.
| 1931. | 1936. | 1951. | 1961. | 1971. | 1981. | 1991. | 2001. | 2011. |
| ----- | ----- | ----- | ----- | ----- | ----- | ----- | ----- | ----- |
| 5.497 | 5.170 | 4.912 | 4.016 | 3.324 | 3.085 | 2.836 | 2.329 | 2.072 |

## Партнерски градови
- Антеј Сент Андре